# 馨龙溪
馨龙溪是遼寧本溪田师傅镇出产的一种白酒，源于康熙末年河北吴桥彭氏迁居镇上太平村后，以祖传秘方酿酒销售；但其私人酒坊自创立至1940年代末三百年间只产黄酒，直至1950年代初，太平村生产大队于其基础上成立乡镇企业太平酒厂，用传统工艺“清蒸混入法”生产白酒，取代了前黄酒产品。现产品包括浓香型白酒和清香型白酒。后被民企康鼎实业集团收购。